# Cairoli
Cairoli is een metrostation in de Italiaanse stad Milaan dat werd geopend op 1 november 1964 en wordt bediend door lijn 1 van de metro van Milaan.

## Ligging en inrichting
Het station onder het gelijknamige plein is een van 21 initiële stations van de Milanese metro. Het is gebouwd naar het standaardontwerp van lijn 1 met de Milanese methode. In de verdeelhal boven de zijperrons bevinden zich toegangspoortjes en een kantoor voor de opzichter. De verdeelhal is via trappen rechtstreeks verbonden met de tramhaltes bovengronds midden op het plein. Daarnaast zijn er toegangen in de via Luca Beltrami, via Dante , via Cusani en Foro Buonaparte rondom het plein die met voetgangerstunnels met de verdeelhal zijn verbonden. Behalve het stadsvervoer heeft ook de interlokale busdienst Nord-Est trasporti een halte bij het station. Ten zuidoosten van het station loopt de metro onder de Via Dante naar de binnenstad. 200 meter ten noordwesten van het station ligt het kasteel van Sforza. De metro buigt onder het kasteel af naar het zuidwesten en kruist daarbij ook lijn 2. In verband met de ligging bij het kasteel is het woord castello op de bebording toegevoegd aan de stationsnaam.    

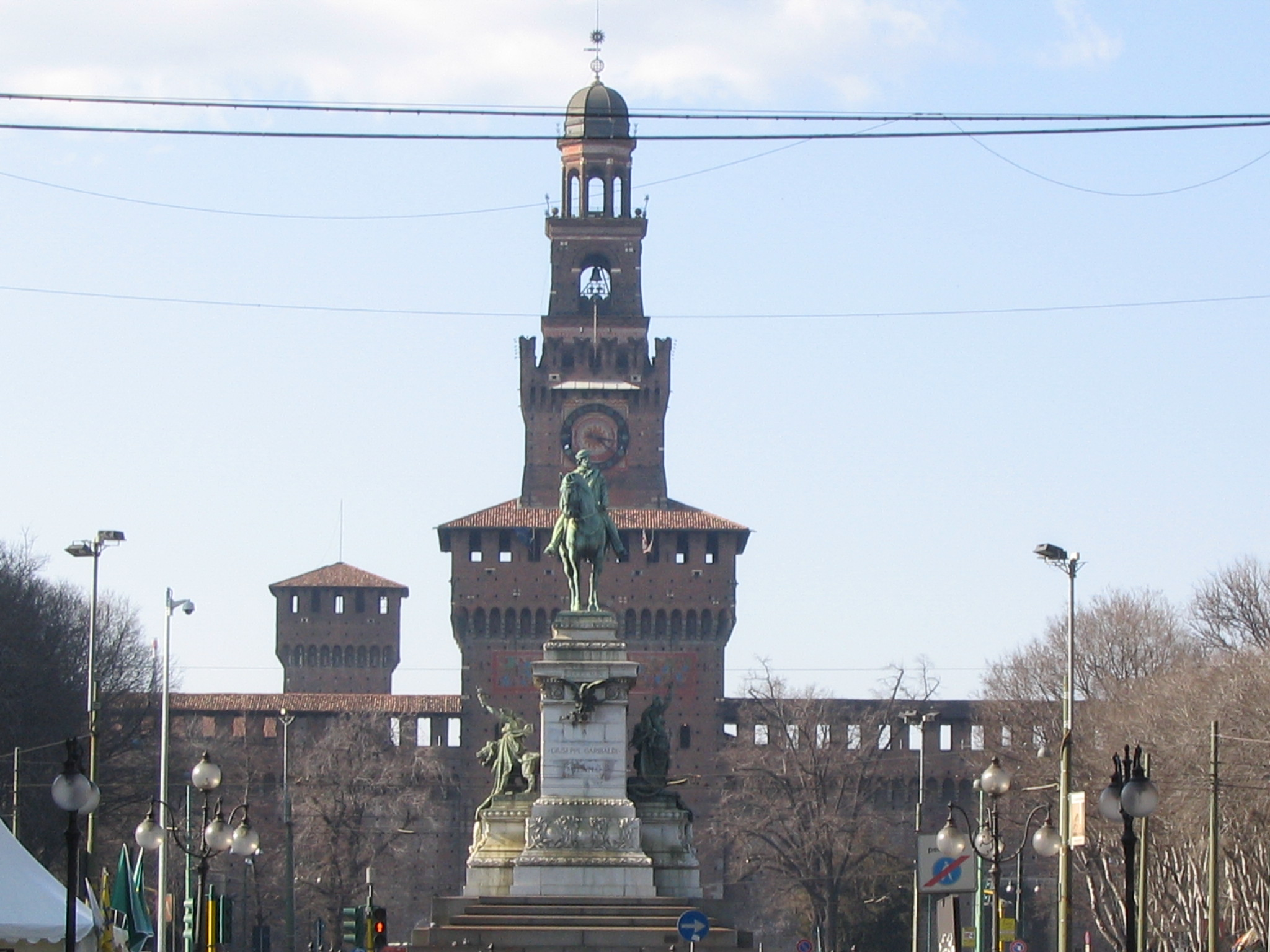
Bovengronds Garibaldi te paard boven het station
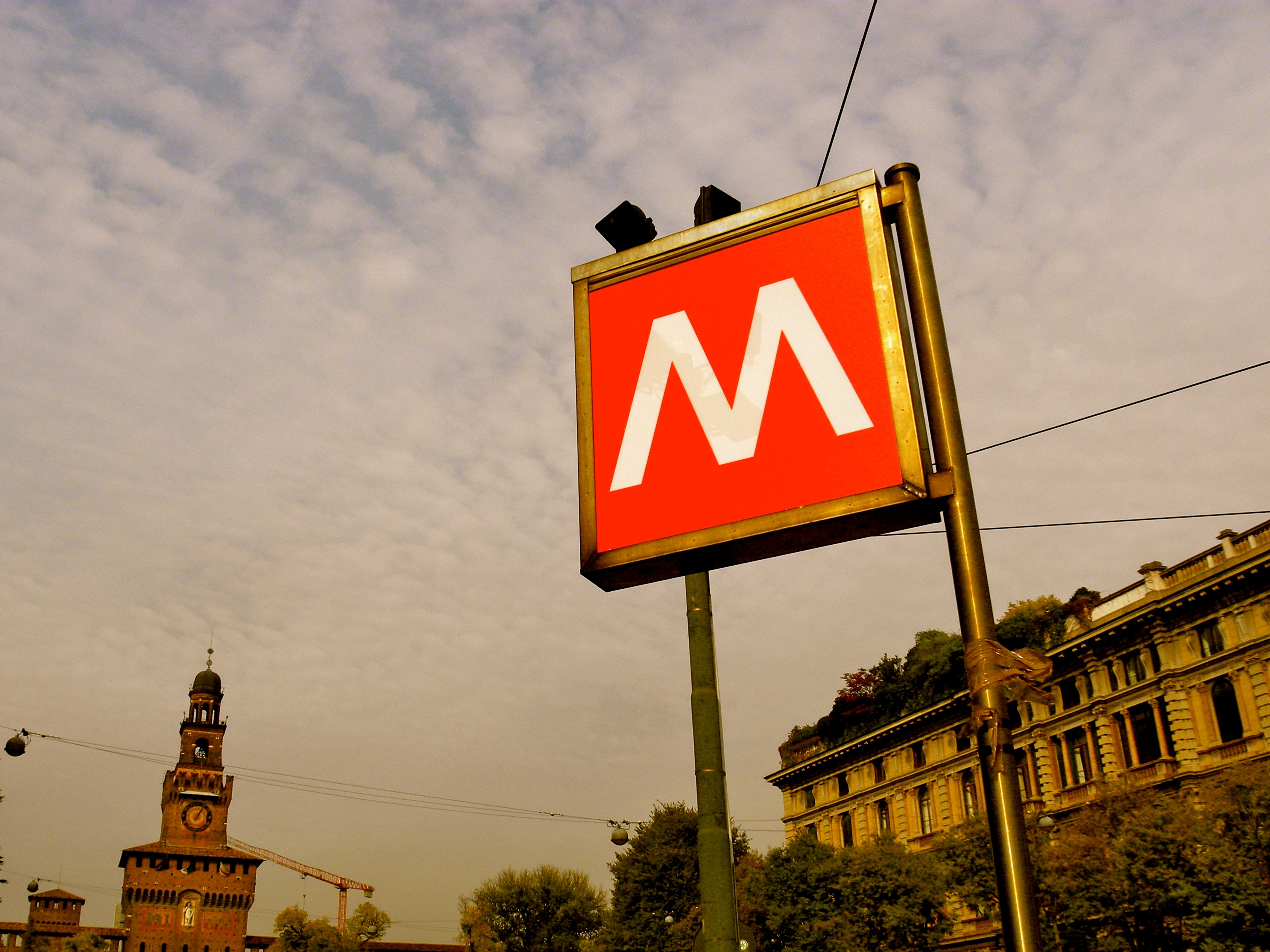
Een metrobord bij een ingang met het kasteel op de achtergrond
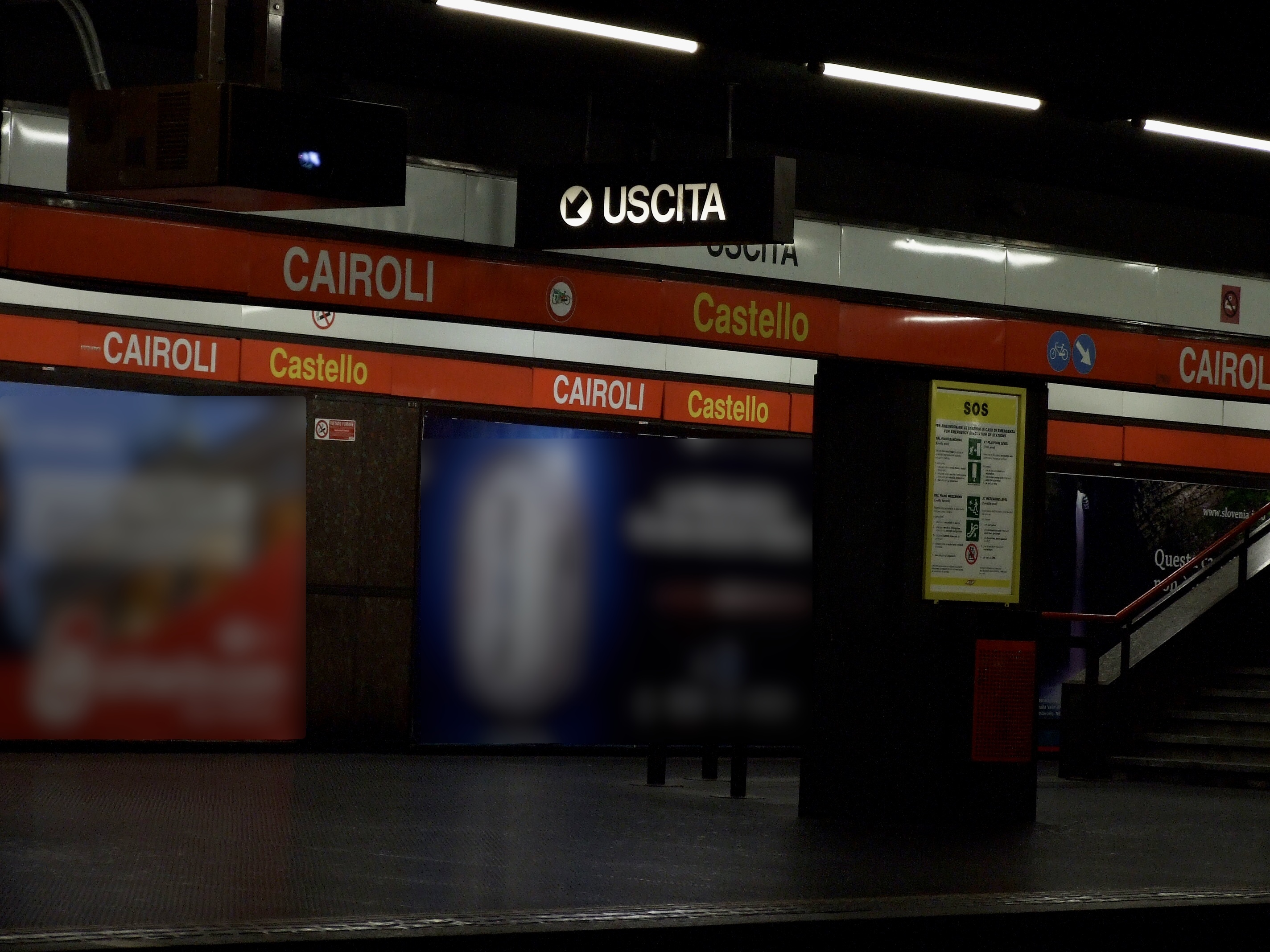
Een van de trappen bij de perrons